# Kaiserlich-königlich
Die Bezeichnung kaiserlich-königlich (kurz k. k., k.k., K. K. oder K.K.; kaiserl.-königl. oder kaiserl. königl.) stand in der österreichischen Monarchie bis zum Österreichisch-Ungarischen Ausgleich im Jahr 1867 für die Behörden und staatlichen Einrichtungen des gesamten Reiches. Kaiserlich bezog sich auf den Titel römisch-deutscher Kaiser, ab 1804 Kaiser von Österreich. Königlich bezog sich auf die Königstitel der Habsburger, vor allem als Könige von Ungarn und Böhmen. Der Begriff entstand während der gemeinsamen Herrschaft von Franz I. (als Kaiser) und Maria Theresia (als Königin von Ungarn und Böhmen).
Nach dem Ausgleich, in der nunmehrigen Österreichisch-Ungarischen Monarchie, bezog sich die Abkürzung k. k. nur mehr auf die im Reichsrat vertretenen Königreiche und Länder (Cisleithanien, Altösterreich) der ab 1867 als Doppelmonarchie bezeichneten Realunion, ohne die Länder der ungarischen Krone. Die neu eingeführte  Bezeichnung k. u. k. (kaiserlich und königlich) bezeichnete die gemeinsamen Behörden und staatlichen Einrichtungen beider Reichshälften. Bei dem den entsprechenden Institutionen vorangestellten k. u. k. repräsentierte das zweite k. den  Apostolischen König von Ungarn. Im gemeinsamen Heer war das Kürzel k. k. aber regelwidrig auch bis 1889 im Einsatz. Da sich die Bezeichnungen k. u. k. und k. k. auf verschiedene staatliche Gebilde beziehen, ist zwischen diesen zu unterscheiden.
Die Schreibungen K. K. und k. k. sind beide zeitgenössisch (ersteres förmlicher im Sinne einer Anrede), ebenso die Variante k.k. (ohne Abstand).
Die etwa bei zentralen Ministerien häufig zu findende Abkürzung h. k. k. bedeutet „hohes kaiserlich-königliches […]“, so in „h. k. k. Ministerium für Kultus und Unterricht“, „h. k. k. Statthalterei für Tirol und Vorarlberg“, „h. k. k. Ministerium für Handel und Volkswirthschaft“ etc.
| deutsch | ungarisch        | slowakisch         | tschechisch        | slowenisch        | kroatisch         | polnisch           | rumänisch       | italienisch     |
| ------- | ---------------- | ------------------ | ------------------ | ----------------- | ----------------- | ------------------ | --------------- | --------------- |
| K. K.   | Cs. Kir.         | C. K.              | C. K.              | C. K.             | C. K.             | C. K.              | c. c.           | I. R.           |
| K. K.   | császári-királyi | cisársko-kráľovský | císařsko-královský | cesarsko-kraljevi | carsko-kraljevski | cesarsko-królewski | chezaro-crăiesc | Imperiale Regio |